# Longevilles-Mont-d'Or
Longevilles-Mont-d'Or é uma comuna francesa na região administrativa de Borgonha-Franco-Condado, no departamento de Doubs. Estende-se por uma área de 13,25 km². Em 2010 a comuna tinha 612 habitantes (densidade: 46,2 hab./km²).